# Przybiernów
Przybiernów (Pribbernow fino al 1945) è un comune rurale polacco del distretto di Goleniów, nel voivodato della Pomerania Occidentale.
Ricopre una superficie di 228,68 km² e nel 2005 contava 5 161 abitanti.